# FNS歌謡祭
『FNS歌謡祭』（FNSかようさい）は、フジテレビ系列（FNS）で1974年から主に毎年12月上旬に生放送されている音楽番組。
放送開始当初はコンテスト形式だったが1990年でコンテスト形式の「FNS歌謡祭音楽大賞」は終了した。2015年以降は2DAYSとして2週に分けて放送されるのが恒例化されている。公式な通称は特にないが、主に『FNS』と呼ばれることが多い。

## 沿革・概要

### コンテスト時代（1974年 - 1990年）
「FNS歌謡祭音楽大賞」は、フジテレビ開局15周年となる1974年に制定された。目的は「テレビを通して新しい日本の歌謡曲の方向を定め、明日のテレビ文化の創造を目指し制定する事」としていた。日本音楽事業者協会や音楽出版社協会、日本レコード協会が協賛。大会委員長はフジテレビジョン社長。その他副委員長には関西テレビ放送、東海テレビ放送などの代表が務めていた。主に以下の賞が設定されていた。
- グランプリ（1974年・1975年は「年間最優秀グランプリ」、1976年・1977年は「最優秀グランプリ」）
- 最優秀新人賞（1974年のみ「最優秀ホープ賞」）
  - 優秀新人賞（最優秀新人賞候補）
- 最優秀歌唱賞
- 最優秀ヒット賞
- 最優秀視聴者賞
- 優秀歌謡音楽賞（最優秀歌唱賞・グランプリ候補）
- 最優秀作詞賞
- 最優秀作曲賞
- 最優秀編曲賞
- 特別賞

グランプリ受賞者に贈られる賞金は当初100万円であったが、後に500万円までに増額された。ノミネートについては、視聴者4000人を対象に実施したアンケート調査の結果を元に選抜された。
1974年と1975年については年に2度、上期賞が6月に、下期賞が12月にそれぞれ設けられていた。審査対象期間は上期賞を前年の12月1日から本年5月31日まで、下期賞を本年6月1日から11月30日までであり、下半期の決定後に両者の内からさらに年間最優秀グランプリを決定していた。第5回（1976年）から開催は年に一度になる。
第14回（1985年）までは、予選と本選の2部制で放送された。まず12月第1火曜日に予選として「発表!FNS歌謡祭'76〜'77音楽大賞」「発表!FNS歌謡祭'78〜'85優秀賞」と題し、部門別に発表されたノミネート曲の中から優秀新人賞・優秀音楽賞（のちに優秀歌謡音楽賞）が選考された。12月第3火曜日に本選として「決定!FNS歌謡祭'76〜'77音楽大賞最優秀グランプリ」「決定!FNS歌謡祭'78〜'85グランプリ」と題し、グランプリ等の最終審査が行われた。第15回（1986年）からは2部制を廃止し、12月の第1火曜日（一部は第2火曜日）に「決定!FNS歌謡祭'86〜'90グランプリ」と題し民放初の試みとして3時間の生放送枠を取り、ノミネート曲の発表から最終審査までの模様を一度の中継放送で一挙に発表する形式に改められた。
放送枠は永らく火曜日の『火曜ワイドスペシャル』（以降『火WSP』と略記）の時間帯で、前後の他番組の枠と合わせて放送された。
平成に入ると、音楽祭受賞に左右されないアーティストが増え、ヒット曲を出しているにもかかわらずノミネートを辞退するアーティストが続出したことで音楽祭としては成り立たないことから、『日本歌謡大賞』や日本テレビ系列『日本テレビ音楽祭』やテレビ朝日系列『全日本歌謡音楽祭』、テレビ東京系列『メガロポリス歌謡祭』等、民放テレビ局主導の音楽賞番組が次々と姿を消していく中、本番組も例外ではなく、第19回（1990年）限りでコンテスト形式の「FNS歌謡祭音楽大賞」は終了した。この期間の年間最優秀グランプリ受賞回数は、五木ひろしの3度が最多である。

#### 歴代受賞一覧

##### グランプリ（大賞）
※1974年から1975年までは「年間最優秀グランプリ」、1976年から1977年までは「最優秀グランプリ」として授与された。
| 年（回）         | 受賞歌手       | 受賞曲                               | 備考                                         |
| ---------------- | -------------- | ------------------------------------ | -------------------------------------------- |
| 1974年（年間）   | 五木ひろし     | 「みれん」                           | 上期最優秀視聴者賞と下期最優秀視聴者賞も受賞 |
| 1975年（年間）   | 布施明         | 「シクラメンのかほり」               | アーティストのみ最優秀歌唱賞も受賞           |
| 1976年（第5回）  | 都はるみ       | 「北の宿から」                       | 最優秀歌唱賞も受賞                           |
| 1977年（第6回）  | 石川さゆり     | 「津軽海峡・冬景色」                 | 最優秀歌唱賞と最優秀視聴者賞も受賞           |
| 1978年（第7回）  | 沢田研二       | 「LOVE (抱きしめたい)」              |                                              |
| 1979年（第8回）  | 西城秀樹       | 「YOUNG MAN (Y.M.C.A.)」             |                                              |
| 1980年（第9回）  | 五木ひろし     | 「ふたりの夜明け」                   |                                              |
| 1981年（第10回） | 寺尾聰         | 「ルビーの指環」                     |                                              |
| 1982年（第11回） | 松田聖子       | 「野ばらのエチュード」               |                                              |
| 1983年（第12回） | 細川たかし     | 「矢切の渡し」                       |                                              |
| 1984年（第13回） | 五木ひろし     | 「長良川艶歌」                       |                                              |
| 1985年（第14回） | 中森明菜       | 「ミ・アモーレ〔Meu amor é・・・〕」 | アーティストのみ最優秀ヒット賞も受賞         |
| 1986年（第15回） | 中森明菜       | 「DESIRE -情熱-」                    | 最優秀ヒット賞も受賞                         |
| 1987年（第16回） | 近藤真彦       | 「愚か者」                           |                                              |
| 1988年（第17回） | 中山美穂       | 「Witches」                          |                                              |
| 1989年（第18回） | 光GENJI        | 「太陽がいっぱい」                   |                                              |
| 1990年（第19回） | B.B.クィーンズ | 「おどるポンポコリン」               |                                              |

##### 最優秀歌唱賞
| 年（回）         | 年（回）         | 受賞歌手         | 受賞曲                   | 備考                                   |
| ---------------- | ---------------- | ---------------- | ------------------------ | -------------------------------------- |
| 1974年           | 上期（第1回）    | 布施明           | 「積木の部屋」           |                                        |
| 1974年           | 下期（第2回）    | 森進一           | 「北航路」               |                                        |
| 1975年           | 上期（第3回）    | 野口五郎         | 「哀しみの終るとき」     |                                        |
| 1975年           | 下期（第4回）    | 布施明           | 「傾いた道しるべ」       |                                        |
| 1976年（第5回）  | 1976年（第5回）  | 都はるみ         | 「北の宿から」           | 最優秀グランプリも受賞                 |
| 1977年（第6回）  | 1977年（第6回）  | 石川さゆり       | 「津軽海峡・冬景色」     | 最優秀グランプリと最優秀視聴者賞も受賞 |
| 1978年（第7回）  | 1978年（第7回）  | 西城秀樹         | 「ブルースカイ ブルー」  |                                        |
| 1979年（第8回）  | 1979年（第8回）  | ジュディ・オング | 「魅せられて」           |                                        |
| 1980年（第9回）  | 1980年（第9回）  | 五輪真弓         | 「恋人よ」               |                                        |
| 1981年（第10回） | 1981年（第10回） | 岩崎宏美         | 「すみれ色の涙」         |                                        |
| 1982年（第11回） | 1982年（第11回） | 五木ひろし       | 「契り」                 |                                        |
| 1983年（第12回） | 1983年（第12回） | 松田聖子         | 「ガラスの林檎」         |                                        |
| 1984年（第13回） | 1984年（第13回） | 安全地帯         | 「ワインレッドの心」     |                                        |
| 1985年（第14回） | 1985年（第14回） | 安全地帯         | 「悲しみにさよなら」     |                                        |
| 1986年（第15回） | 1986年（第15回） | 小林旭           | 「熱き心に」             |                                        |
| 1987年（第16回） | 1987年（第16回） | 中森明菜         | 「難破船」               |                                        |
| 1988年（第17回） | 1988年（第17回） | 中森明菜         | 「I MISSED "THE SHOCK"」 |                                        |
| 1989年（第18回） | 1989年（第18回） | 細川たかし       | 「北国へ」               |                                        |
| 1990年（第19回） | 1990年（第19回） | -                | -                        | 該当者なし                             |

##### 最優秀新人賞
※1974年は、「最優秀ホープ賞」として授与された。
| 年（回）         | 年（回）         | 受賞歌手     | 受賞曲                               |
| ---------------- | ---------------- | ------------ | ------------------------------------ |
| 1974年           | 上期（第1回）    | 中条きよし   | 「うそ」                             |
| 1974年           | 下期（第2回）    | 西川峰子     | 「あなたにあげる」                   |
| 1975年           | 上期（第3回）    | 細川たかし   | 「心のこり」                         |
| 1975年           | 下期（第4回）    | 岩崎宏美     | 「ロマンス」                         |
| 1976年（第5回）  | 1976年（第5回）  | 内藤やす子   | 「弟よ」                             |
| 1977年（第6回）  | 1977年（第6回）  | 高田みづえ   | 「硝子坂」                           |
| 1978年（第7回）  | 1978年（第7回）  | さとう宗幸   | 「青葉城恋唄」                       |
| 1979年（第8回）  | 1979年（第8回）  | 倉田まり子   | 「HOW! ワンダフル」                  |
| 1980年（第9回）  | 1980年（第9回）  | 田原俊彦     | 「ハッとして!Good」                  |
| 1981年（第10回） | 1981年（第10回） | 近藤真彦     | 「ギンギラギンにさりげなく」         |
| 1982年（第11回） | 1982年（第11回） | シブがき隊   | 「100%…SOかもね!」                   |
| 1983年（第12回） | 1983年（第12回） | THE GOOD-BYE | 「気まぐれONE WAY BOY」              |
| 1984年（第13回） | 1984年（第13回） | 岡田有希子   | 「-Dreaming Girl- 恋、はじめまして」 |
| 1985年（第14回） | 1985年（第14回） | 本田美奈子   | 「Temptation（誘惑）」               |
| 1986年（第15回） | 1986年（第15回） | 少年隊       | 「仮面舞踏会」                       |
| 1987年（第16回） | 1987年（第16回） | BaBe         | 「I Don't Know!」                    |
| 1988年（第17回） | 1988年（第17回） | 大和さくら   | 「王将一代 小春しぐれ」              |
| 1989年（第18回） | 1989年（第18回） | マルシア     | 「ふりむけばヨコハマ」               |
| 1990年（第19回） | 1990年（第19回） | 忍者         | 「お祭り忍者」                       |

##### 最優秀ヒット賞
| 年（回）         | 年（回）         | 受賞歌手          | 受賞曲                       | 備考                   |
| ---------------- | ---------------- | ----------------- | ---------------------------- | ---------------------- |
| 1974年           | 上期（第1回）    | 殿さまキングス    | 「なみだの操」               |                        |
| 1974年           | 下期（第2回）    | 中村雅俊          | 「ふれあい」                 |                        |
| 1975年           | 上期（第3回）    | かまやつひろし    | 「我が良き友よ」             |                        |
| 1975年           | 下期（第4回）    | 布施明            | 「シクラメンのかほり」       |                        |
| 1976年（第5回）  | 1976年（第5回）  | 子門真人          | 「およげ!たいやきくん」      |                        |
| 1977年（第6回）  | 1977年（第6回）  | ピンク・レディー  | 「渚のシンドバッド」         |                        |
| 1978年（第7回）  | 1978年（第7回）  | ピンク・レディー  | 「UFO」                      |                        |
| 1979年（第8回）  | 1979年（第8回）  | 渥美二郎          | 「夢追い酒」                 |                        |
| 1980年（第9回）  | 1980年（第9回）  | もんた&ブラザーズ | 「ダンシング・オールナイト」 |                        |
| 1981年（第10回） | 1981年（第10回） | 竜鉄也            | 「奥飛騨慕情」               |                        |
| 1982年（第11回） | 1982年（第11回） | 岩崎宏美          | 「聖母たちのララバイ」       |                        |
| 1983年（第12回） | 1983年（第12回） | 大川栄策          | 「さざんかの宿」             |                        |
| 1984年（第13回） | 1984年（第13回） | 中森明菜          | 「北ウイング」               |                        |
| 1985年（第14回） | 1985年（第14回） | 中森明菜          | 「飾りじゃないのよ涙は」     |                        |
| 1986年（第15回） | 1986年（第15回） | 中森明菜          | 「DESIRE -情熱-」            | 最優秀グランプリも受賞 |
| 1987年（第16回） | 1987年（第16回） | 荻野目洋子        | 「六本木純情派」             |                        |
| 1988年（第17回） | 1988年（第17回） | 光GENJI           |                              |                        |
| 1989年（第18回） | 1989年（第18回） | PRINCESS PRINCESS |                              |                        |
| 1990年（第19回） |                  |                   |                              |                        |

##### 最優秀視聴者賞
| 年（回）         | 年（回）         | 受賞歌手   | 受賞曲                | 備考                                 |
| ---------------- | ---------------- | ---------- | --------------------- | ------------------------------------ |
| 1974年           | 上期（第1回）    | 五木ひろし |                       |                                      |
| 1974年           | 下期（第2回）    | 五木ひろし |                       |                                      |
| 1975年           | 上期（第3回）    | 五木ひろし |                       |                                      |
| 1975年           | 下期（第4回）    | 五木ひろし |                       |                                      |
| 1976年（第5回）  | 1976年（第5回）  | 五木ひろし |                       |                                      |
| 1977年（第6回）  | 1977年（第6回）  | 石川さゆり | 「津軽海峡・冬景色」  | 最優秀グランプリと最優秀歌唱賞も受賞 |
| 1978年（第7回）  | 1978年（第7回）  | 山口百恵   | 「プレイバックPart2」 | 最優秀歌謡音楽賞も受賞               |
| 1979年（第8回）  | 1979年（第8回）  | 山口百恵   | 「しなやかに歌って」  |                                      |
| 1980年（第9回）  | 1980年（第9回）  | 八代亜紀   | 「雨の慕情」          |                                      |
| 1981年（第10回） | 1981年（第10回） | 五木ひろし | 「港ひとりうた」      |                                      |
| 1982年（第11回） | 1982年（第11回） | 細川たかし | 「北酒場」            |                                      |
| 1983年（第12回） | 1983年（第12回） | 五木ひろし | 「細雪」              |                                      |
| 1984年（第13回） | 1984年（第13回） | 細川たかし | 「浪花節だよ人生は」  |                                      |
| 1985年（第14回） | 1985年（第14回） | 五木ひろし | 「そして…めぐり逢い」 |                                      |
| 1986年（第15回） | 1986年（第15回） | 五木ひろし | 「浪花盃」            |                                      |
| 1987年（第16回） | 1987年（第16回） | 五木ひろし | 「追憶」              |                                      |
| 1988年（第17回） | 1988年（第17回） | 五木ひろし | 「港の五番町」        |                                      |
| 1989年（第18回） | 1989年（第18回） | 石川さゆり | 「風の盆恋歌」        |                                      |
| 1990年（第19回） |                  |            |                       |                                      |

##### 最優秀歌謡音楽賞
| 年（回）        | 年（回）        | 受賞歌手 | 受賞曲                | 備考                 |
| --------------- | --------------- | -------- | --------------------- | -------------------- |
| 1974年          | 上期（第1回）   | 野口五郎 | 「告白」              |                      |
| 1974年          | 下期（第2回）   | 山口百恵 | 「ひと夏の経験」      |                      |
| 1975年          | 上期（第3回）   | 山口百恵 | 「冬の色」            |                      |
| 1975年          | 下期（第4回）   | 桜田淳子 | 「天使のくちびる」    |                      |
| 1976年（第5回） | 1976年（第5回） | 研ナオコ | 「あばよ」            |                      |
| 1977年（第6回） | 1977年（第6回） | 山口百恵 | 「秋桜」              |                      |
| 1978年（第7回） | 1978年（第7回） | 山口百恵 | 「プレイバックPart2」 | 最優秀視聴者賞も受賞 |

##### 特別賞
| 年（回）         | 年（回）         | 受賞歌手                             | 受賞曲                                                  |
| ---------------- | ---------------- | ------------------------------------ | ------------------------------------------------------- |
| 1974年           | 上期（第1回）    | 梓みちよ                             | 「二人でお酒を」                                        |
| 1974年           | 上期（第1回）    | 南こうせつとかぐや姫                 | 「妹」                                                  |
| 1974年           | 上期（第1回）    | 由紀さおり                           | 「みち潮」                                              |
| 1974年           | 下期（第2回）    | グレープ                             | 「精霊流し」                                            |
| 1974年           | 下期（第2回）    | 伊集加代子                           | 「おしえて」                                            |
| 1975年           | 上期（第3回）    | 沢田研二                             | 「巴里にひとり」                                        |
| 1975年           | 上期（第3回）    | ダウン・タウン・ブギウギ・バンド     | 「スモーキン・ブギ」 「港のヨーコ・ヨコハマ・ヨコスカ」 |
| 1975年           | 下期（第4回）    | 内山田洋とクール・ファイブ           | 「中の島ブルース」                                      |
| 1976年（第5回）  | 1976年（第5回）  | 近江俊郎                             | 「湯の町エレジー」                                      |
| 1976年（第5回）  | 1976年（第5回）  | 二葉百合子                           | 「岸壁の母」                                            |
| 1976年（第5回）  | 1976年（第5回）  | 美空ひばり                           | 「雑草の歌」                                            |
| 1977年（第6回）  | 1977年（第6回）  | 五木ひろし                           |                                                         |
| 1977年（第6回）  | 1977年（第6回）  | ビューティ・ペア                     |                                                         |
| 1978年（第7回）  | 1978年（第7回）  | 郷ひろみ&樹木希林                    | 「林檎殺人事件」                                        |
| 1978年（第7回）  | 1978年（第7回）  | 五木ひろし                           | 5周年記念特別賞                                         |
| 1978年（第7回）  | 1978年（第7回）  | 布施明                               | 5周年記念特別賞                                         |
| 1978年（第7回）  | 1978年（第7回）  | 都はるみ                             | 5周年記念特別賞                                         |
| 1978年（第7回）  | 1978年（第7回）  | 石川さゆり                           | 5周年記念特別賞                                         |
| 1979年（第8回）  | 1979年（第8回）  | ゴダイゴ                             | 「ビューティフル・ネーム」 「銀河鉄道999」              |
| 1979年（第8回）  | 1979年（第8回）  | 金沢明子                             | 「津軽じょんがら節」                                    |
| 1980年（第9回）  | 1980年（第9回）  | YMO                                  | 「ライディーン」                                        |
| 1980年（第9回）  | 1980年（第9回）  | 山口百恵                             |                                                         |
| 1981年（第10回） | 1981年（第10回） | 五木ひろし                           |                                                         |
| 1982年（第11回） | 1982年（第11回） | 該当者なし                           | 該当者なし                                              |
| 1983年（第12回） | 1983年（第12回） | 沢田研二                             | 10周年記念特別賞                                        |
| 1983年（第12回） | 1983年（第12回） | 西城秀樹                             | 10周年記念特別賞                                        |
| 1983年（第12回） | 1983年（第12回） | 五木ひろし                           | 10周年記念特別賞                                        |
| 1984年（第13回） | 1984年（第13回） | ケニー・ロギンス                     | 「Foot Loose」                                          |
| 1984年（第13回） | 1984年（第13回） | 一世風靡セピア                       | 「前略、道の上より」                                    |
| 1984年（第13回） | 1984年（第13回） | ジャッキー・チェン                   | 「I Love You,You,You」                                  |
| 1985年（第14回） | 1985年（第14回） | おニャン子クラブ                     | 「セーラー服を脱がさないで」                            |
| 1985年（第14回） | 1985年（第14回） | とんねるず                           | 「雨の西麻布」                                          |
| 1985年（第14回） | 1985年（第14回） | 森進一                               | 「女もよう」                                            |
| 1986年（第15回） | 1986年（第15回） | おニャン子クラブ                     | メドレー                                                |
| 1986年（第15回） | 1986年（第15回） | 石井明美 フィンツィ・コンティーニー  | 「CHA-CHA-CHA」                                         |
| 1986年（第15回） | 1986年（第15回） | 北島三郎                             | 「北の漁場」                                            |
| 1987年（第16回） | 1987年（第16回） | 光GENJI                              | 「STAR LIGHT」                                          |
| 1987年（第16回） | 1987年（第16回） | 石川さゆり                           | 「津軽海峡・冬景色」                                    |
| 1987年（第16回） | 1987年（第16回） | a-ha                                 | 「リビング・デイライツ」                                |
| 1988年（第17回） | 1988年（第17回） | 志村けんとだいじょうぶだぁファミリー | 「ウンジャラゲ」                                        |
| 1988年（第17回） | 1988年（第17回） | 五木ひろし                           | 15周年記念特別奨励賞                                    |
| 1989年（第18回） | 1989年（第18回） | 美空ひばり                           | 「川の流れのように」                                    |
| 1989年（第18回） | 1989年（第18回） | CoCo                                 | 「EQUALロマンス」                                       |
| 1990年（第19回） |                  |                                      |                                                         |

### コンサート時代（1991年 - ）
上記の通り、賞レースへのノミネートを辞退するアーティストの増加により、コンテスト形式での開催が成立しなくなったことから、第20回（1991年）から『FNS歌謡祭』のタイトルをそのまま踏襲し、賞を争わないライブコンサート形式に形態を変更したものの、初年度は歴代の最優秀グランプリ受賞者が招かれ、それぞれの代表曲を披露した。
番組構成は、当初はアーティストが順番に数曲ずつ披露していく形式であったが、第34回（2005年）からアーティスト同士のコラボレーション（共演）が増え、一組のアーティストが入れ替わり立ち代わり何度もステージに立つ形式が定着する。これにより他局の同様の音楽特番との差別化に成功し、20%前後の高視聴率をキープした。また、同年から『僕らの音楽』司会の草彅剛（当時SMAP）をメイン司会に起用し、一部の年を除いてSMAPがトップバッターと大トリの双方を担当した。
放送時間は、第26回（1997年）からは『火WSP』および『サザエさん』（再放送）枠の廃止に伴い、放送日が木曜日に変更になった。第32回（2003年）は東アジアサッカー選手権放送の都合上一日繰り上げて水曜日に放送され、以降定着する。また放送時間もさらに延びて23時台まで、4時間超の放送となる。第39回（2010年）は、当時水曜日にレギュラー放送されていた『クイズ!ヘキサゴンII』（19時台）、『はねるのトびら』（20時台）、『ホンマでっか!?TV』（21時台）、『ザ・ベストハウス123』（22時台）などの高視聴率の人気番組の放送休止を避けるため、この年のみ土曜日に放送された。なおこの間、2013年4月-2016年3月には「フジテレビ水曜10時枠の連続ドラマ（水10）第3期」が放送されていたが、当番組の放送された週はドラマは放送休止となった。2022年4月から再開された「水10ドラマ第4期」最初の当該作品『親愛なる僕へ殺意をこめて』は11月で放送終了だったので影響はなかった。
派生番組として、2012年からは、毎年夏（7月下旬または8月上旬）に当番組のスタッフが制作する『FNSうたの夏まつり』（2020年より『FNS歌謡祭 夏』に改題）が放送開始した。メイン司会者やスタッフ、演出が当番組と共通するなど、当番組を意識した姉妹番組である。さらに、2016年と2017年は、毎年春（3月下旬）に『FNSうたの春まつり』（2022年より『FNS歌謡祭 春』に改題して復活）が放送されている。これらに伴い、フジテレビ系列では当時は現在、毎年3番組の大型音楽番組が放送されていた。さらに、2021年には秋（10月上旬）に『FNS歌謡祭 秋』が放送されており、これに伴い、FNS音楽特別番組が全ての季節での放送が網羅した。
第44回（2015年）からは、前年の『僕らの音楽』放送終了 に伴い草彅が司会を降板し、同年から始まった『水曜歌謡祭』MCの森高千里と渡部建（アンジャッシュ）が抜擢された。更に、同年から2DAYS方式を採用し、例年通りの演出での放送の1 - 2週間後に、スタジオライブ方式の「第2夜」が放送されるようになった。
第48回（2019年）からは、放送開始45周年を機にリニューアル。第47回（2018年）までの基本的なコンセプトやフォーマットなどはそのままに、司会は森高と渡部に替わり、相葉雅紀（嵐）と永島優美（フジテレビアナウンサー）が抜擢された。2DAYS方式も引き続き採用。また、放送時間も第1夜と第2夜を合わせて計8 - 9時間という冬の大型音楽番組では最も大規模で大体的に放送されている。

#### 番組の進行
会場（2015年以降は2DAYSの第1夜のみ）はグランドプリンスホテル新高輪「飛天」を貸し切って設営しており、原則として非公開となっている（コンテスト時代は、ほとんどの年が公開生放送）。理由は、他局とは一線を画した厳か、且つ豪華で格調の高い音楽番組を制作するためであると言う。一時期はフジテレビクラブ会員が少数招待されていた。
会場には、両端にステージが二つ、向かい合わせに設営される。演奏は両ステージから交互に行われるため、アーティストや演奏者のセットチェンジを向かいのステージの歌唱中に行うことが出来、スピーディな放送進行が可能になっている。両ステージ間には円卓が並べられ、出番の合間のアーティストが着席して観覧をしている。
オープニングは放送開始（2019年以降『Live News イット!』とステブレレスで接続）とともにいきなり1曲目（2017年・2018年の第1夜は見どころ紹介後、2019年以降の第1夜は相葉の曲紹介後）が始まり、司会者の挨拶は最初の数曲が終了した後に入る。また歌前トークは原則ないため、司会の出番は他の音楽番組と比べて少ない。会場にはアーティストの他に、披露される楽曲のタイアップに関連する著名人（俳優・スポーツ選手・お笑い芸人など）がゲストで招かれ、幕間に司会とのトークが挟まれる。第1夜では、ジャニーズの出演者から、ジャニーズカウントダウンライブの開催および放送が決定した旨を伝えるお知らせが行われることが恒例となっている。ただし、カウコンが中止となった2023年は出演したお笑い芸人によってぽかぽかゴールデンの放送が決定した旨を伝えるお知らせが行われた。
2DAYSの第2夜の放送では、フジテレビ本社「FCGビル」のスタジオ内で、一般の観客を入れて行われている。司会者は第1夜と同じで、コラボレーションやメドレーが行われるのも第1夜と同様である。出演アーティストは基本、第1夜か第2夜のどちらかのみに出演するが、一部のアーティストだけ第1夜と第2夜のどちらも出演して、それぞれ異なる楽曲とコラボレーションでパフォーマンスが披露される。

#### 歴代トップバッター&大トリ
トップバッター
| 年（回）         | アーティスト                                                                                | 楽曲                       |
| ---------------- | ------------------------------------------------------------------------------------------- | -------------------------- |
| 1991年（第20回） |                                                                                             |                            |
| 1992年（第21回） | 観月ありさ                                                                                  | TOO SHY SHY BOY!           |
| 1993年（第22回） | 中森明菜                                                                                    | 愛撫                       |
| 1994年（第23回） |                                                                                             |                            |
| 1995年（第24回） | 米米CLUB                                                                                    | JUST MY FRIEND             |
| 1996年（第25回） | SMAP                                                                                        | SHAKE                      |
| 1997年（第26回） | SPEED                                                                                       | White Love                 |
| 1998年（第27回） | モーニング娘。                                                                              | 抱いてHOLD ON ME!          |
| 1999年（第28回） | 嵐                                                                                          | A・RA・SHI                 |
| 2000年（第29回） | 嵐                                                                                          | 感謝カンゲキ雨嵐           |
| 2001年（第30回） | 嵐                                                                                          | 君のために僕がいる         |
| 2002年（第31回） | 松浦亜弥                                                                                    | ♡桃色片想い♡               |
| 2003年（第32回） | NEWS                                                                                        | NEWSニッポン               |
| 2004年（第33回） | 大塚愛                                                                                      | さくらんぼ                 |
| 2005年（第34回） | SMAP                                                                                        | BANG! BANG! バカンス!      |
| 2006年（第35回） | SMAP                                                                                        | Dear WOMAN                 |
| 2007年（第36回） | SMAP                                                                                        | 弾丸ファイター             |
| 2008年（第37回） | SMAP                                                                                        | Still U                    |
| 2009年（第38回） | SMAP                                                                                        | そっと きゅっと            |
| 2010年（第39回） | SMAP                                                                                        | This is love               |
| 2011年（第40回） | がんばろうニッポン 愛は勝つ シンガーズ                                                      | 愛は勝つ                   |
| 2012年（第41回） | SMAP                                                                                        | SHAKE                      |
| 2013年（第42回） | SMAP                                                                                        | SHAKE                      |
| 2014年（第43回） | May J.×郷ひろみ×バレエ シャンブルウエスト                                                   | Let It Go 〜ありのままで〜 |
| 2015年（第44回） | TOKIO                                                                                       | AMBITIOUS JAPAN!           |
| 2015年（第44回） | V6×A.B.C-Z×ジャニーズWEST                                                                   | MUSIC FOR THE PEOPLE       |
| 2016年（第45回） | 藤澤ノリマサ                                                                                | 歓喜の歌                   |
| 2016年（第45回） | KinKi Kids×Hey! Say! JUMP×Sexy Zone×A.B.C-Z×ジャニーズWEST                                  | シンデレラ・クリスマス     |
| 2017年（第46回） | 宝塚歌劇団 宙組                                                                             | 諸人こぞりて               |
| 2017年（第46回） | 宇野ゆう子×AKB48                                                                            | サザエさん                 |
| 2018年（第47回） | 東京スカパラダイスオーケストラ×関ジャニ∞                                                    | Paradise Has No Border     |
| 2018年（第47回） | King & Prince                                                                               | 赤鼻のトナカイ             |
| 2019年（第48回） | 広瀬香美×Little Glee Monster                                                                | ロマンスの神様             |
| 2019年（第48回） | King & Prince                                                                               | One Love                   |
| 2020年（第49回） | 乃木坂46                                                                                    | 赤鼻のトナカイ             |
| 2020年（第49回） | 堂本剛FUNK同好会                                                                            | 『しすてむ』               |
| 2021年（第50回） | 岡本知高                                                                                    | Boléro IV 〜New Breath〜   |
| 2021年（第50回） | WANIMA×安田章大（関ジャニ∞）                                                                | ともに                     |
| 2022年（第51回） | 松平健                                                                                      | マツケンサンバII           |
| 2022年（第51回） | 広瀬香美                                                                                    | ロマンスの神様             |
| 2023年（第52回） | AI                                                                                          | ハピネス                   |
| 2023年（第52回） | THE ALFEE×ガチャピン・ムック                                                                | 星空のディスタンス         |
| 2024年（第53回） | ゴスペラーズ×JO1×東方神起×Travis Japan ×Number_i×BE:FIRST×Hey! Say! JUMP ×増田貴久×宮野真守 | クリスマス・イブ           |
| 2024年（第53回） | 松本孝弘×TERU                                                                               | 落陽                       |

大トリ
| 年（回）         | アーティスト                                  | 楽曲                         |
| ---------------- | --------------------------------------------- | ---------------------------- |
| 1991年（第20回） | とんねるず                                    | 情けねえ                     |
| 1992年（第21回） | とんねるず                                    | 一番偉い人へ                 |
| 1993年（第22回） | CHAGE&ASKA                                    | YAH YAH YAH                  |
| 1994年（第23回） | とんねるず                                    | ガニ                         |
| 1995年（第24回） | 郷ひろみ                                      | 逢いたくてしかたない         |
| 1996年（第25回） |                                               |                              |
| 1997年（第26回） | 安室奈美恵                                    | CAN YOU CELEBRATE?           |
| 1998年（第27回） | 野猿                                          | Get down                     |
| 1999年（第28回） | 五木ひろし                                    | 再り会い                     |
| 2000年（第29回） | 郷ひろみ                                      | なかったコトにして           |
| 2001年（第30回） | 北島三郎                                      | まつり                       |
| 2002年（第31回） | 浜崎あゆみ                                    | Voyage                       |
| 2003年（第32回） | SMAP                                          | 世界に一つだけの花           |
| 2004年（第33回） | 浜崎あゆみ                                    | Moments                      |
| 2005年（第34回） | SMAP                                          | Triangle                     |
| 2006年（第35回） | SMAP                                          | ありがとう                   |
| 2007年（第36回） | SMAP                                          | Christmas Night              |
| 2008年（第37回） | SMAP                                          | この瞬間、きっと夢じゃない   |
| 2009年（第38回） | SMAP                                          | 世界に一つだけの花           |
| 2010年（第39回） | SMAP×ALL LINE UP                              | 世界に一つだけの花           |
| 2011年（第40回） | SMAP                                          | 僕の半分                     |
| 2012年（第41回） | SMAP                                          | gift                         |
| 2013年（第42回） | SMAP                                          | シャレオツ                   |
| 2014年（第43回） | SMAP                                          | Amazing Discovery            |
| 2015年（第44回） | SMAP×MIYAVI                                   | Otherside                    |
| 2015年（第44回） | EXILE                                         | 24karats GOLD SOUL           |
| 2016年（第45回） | 長渕剛                                        | 乾杯                         |
| 2016年（第45回） | 堂本ブラザーズバンド                          | 全部だきしめて               |
| 2017年（第46回） | ALL LINE UP                                   | 糸                           |
| 2017年（第46回） | 森高千里                                      | ハエ男                       |
| 2018年（第47回） | ALL LINE UP                                   | 時代                         |
| 2018年（第47回） | ALL LINE UP                                   | あの素晴しい愛をもう一度     |
| 2019年（第48回） | 関ジャニ∞                                     | 友よ                         |
| 2019年（第48回） | ALL LINE UP                                   | 見上げてごらん夜の星を       |
| 2020年（第49回） | 相葉雅紀（嵐）×KAT-TUN×King & Prince×SixTONES | weeeek                       |
| 2020年（第49回） | 嵐                                            | A・RA・SHI                   |
| 2021年（第50回） | KinKi Kids                                    | 愛のかたまり                 |
| 2021年（第50回） | 桑田佳祐                                      | Soulコブラツイスト〜魂の悶絶 |
| 2022年（第51回） | KinKi Kids                                    | Amazing Love                 |
| 2022年（第51回） | ASKA                                          | 歌になりたい                 |
| 2023年（第52回） | GENERATIONS                                   | Diamonds                     |
| 2023年（第52回） | ASKA                                          | 地球という名の都             |
| 2024年（第53回） | THE RAMPAGE from EXILE TRIBE                  | 24karats GOLD GENESIS        |
| 2024年（第53回） | 幾田りら                                      | ハミング                     |

## 放送データ一覧
- 各年度の平均視聴率はビデオリサーチ調べ、関東地区・世帯・リアルタイム。赤数字は最高視聴率、青数字は最低視聴率。
- 司会者のうち、◎を付けた人物は放送当時フジテレビアナウンサー（小川宏は嘱託）

| 放送回 | 放送回 | 放送日         | 放送曜日 | 放送時間 （JST） | 放送タイトル   | 総合司会           | 総合司会          | 進行役            | 会場                                                                     | 平均視聴率                                   |
| ------ | ------ | -------------- | -------- | ---------------- | -------------- | ------------------ | ----------------- | ----------------- | ------------------------------------------------------------------------ | -------------------------------------------- |
| 第1回  | 予選   | 1974年7月2日   | 火曜日   | 20:00 - 21:24    | 1974 FNS歌謡祭 | ◎小川宏            | 吉永小百合        | ◎小林大輔         | 帝国ホテル「孔雀の間」                                                   | 26.2%                                        |
| 第1回  | 本選   | 1974年7月18日  | 木曜日   | 20:00 - 21:54    | 1974 FNS歌謡祭 | ◎小川宏            | 吉永小百合        | ◎小林大輔         | 日本劇場                                                                 | 34.0%                                        |
| 第2回  | 予選   | 1974年12月10日 | 火曜日   | 20:00 - 21:24    | 1974 FNS歌謡祭 | ◎小川宏            | 吉永小百合        | ◎小林大輔         | 帝国ホテル「孔雀の間」                                                   | 不明                                         |
| 第2回  | 本選   | 1974年12月19日 | 木曜日   | 20:00 - 21:54    | 1974 FNS歌謡祭 | ◎小川宏            | 吉永小百合        | ◎小林大輔         | 新宿コマ劇場                                                             | 26.4%                                        |
| 第3回  | 予選   | 1975年7月1日   | 火曜日   | 20:00 - 21:24    | 1975 FNS歌謡祭 | ◎小川宏            | 吉永小百合        | ◎小林大輔 ◎岩佐徹 | 京王プラザホテル 「コンコードボールルーム」                              | 25.9%                                        |
| 第3回  | 本選   | 1975年7月17日  | 木曜日   | 20:00 - 21:54    | 1975 FNS歌謡祭 | ◎小川宏            | 吉永小百合        | ◎小林大輔 ◎岩佐徹 | 中野サンプラザ                                                           | 22.3%                                        |
| 第4回  | 予選   | 1975年12月2日  | 火曜日   | 20:00 - 21:24    | 1975 FNS歌謡祭 | ◎小川宏            | 吉永小百合        | ◎小林大輔 ◎岩佐徹 | フジテレビ河田町社屋 第6特設スタジオ                                     | 28.8%                                        |
| 第4回  | 本選   | 1975年12月16日 | 火曜日   | 19:30 - 21:24    | 1975 FNS歌謡祭 | ◎小川宏            | 吉永小百合        | ◎小林大輔 ◎岩佐徹 | 中野サンプラザ                                                           | 30.3%                                        |
| 第5回  | 予選   | 1976年12月10日 | 金曜日   | 19:30 - 20:54    | 1976 FNS歌謡祭 | ◎小川宏            | 浅茅陽子          | 不明→不在         | フジテレビ河田町社屋 第6特設スタジオ                                     | 不明                                         |
| 第5回  | 本選   | 1976年12月21日 | 火曜日   | 19:30 - 21:24    | 1976 FNS歌謡祭 | ◎小川宏            | 浅茅陽子          | 不明→不在         | 中野サンプラザ                                                           | 28.2%                                        |
| 第6回  | 予選   | 1977年12月6日  | 火曜日   | 20:00 - 21:24    | 1977 FNS歌謡祭 | 関口宏             | 芳村真理          | 不明→不在         | フジテレビ河田町社屋 第6特設スタジオ                                     | 30.6%                                        |
| 第6回  | 本選   | 1977年12月20日 | 火曜日   | 19:30 - 21:24    | 1977 FNS歌謡祭 | 関口宏             | 芳村真理          | 不明→不在         | 中野サンプラザ                                                           | 36.0%                                        |
| 第7回  | 予選   | 1978年12月5日  | 火曜日   | 20:00 - 21:24    | 1978 FNS歌謡祭 | ◎露木茂            | 芳村真理          | 不明→不在         | 中野サンプラザ                                                           | 不明                                         |
| 第7回  | 本選   | 1978年12月19日 | 火曜日   | 19:00 - 21:24    | 1978 FNS歌謡祭 | ◎露木茂            | 芳村真理          | 不明→不在         | 日本武道館                                                               | 不明                                         |
| 第8回  | 予選   | 1979年12月4日  | 火曜日   | 20:00 - 21:24    | 1979 FNS歌謡祭 | ◎露木茂            | 芳村真理          | 不明→不在         | 中野サンプラザ                                                           | 不明                                         |
| 第8回  | 本選   | 1979年12月18日 | 火曜日   | 19:00 - 21:24    | 1979 FNS歌謡祭 | ◎露木茂            | 芳村真理          | 不明→不在         | 日本武道館                                                               | 不明                                         |
| 第9回  | 予選   | 1980年12月2日  | 火曜日   | 20:00 - 21:24    | 1980 FNS歌謡祭 | ◎露木茂            | 芳村真理          | 不明→不在         | 中野サンプラザ                                                           | 不明                                         |
| 第9回  | 本選   | 1980年12月16日 | 火曜日   | 19:00 - 21:24    | 1980 FNS歌謡祭 | ◎露木茂            | 芳村真理          | 不明→不在         | 日本武道館                                                               | 不明                                         |
| 第10回 | 予選   | 1981年12月1日  | 火曜日   | 19:00 - 20:54    | 1981 FNS歌謡祭 | ◎露木茂            | 芳村真理          | 不明→不在         | 中野サンプラザ                                                           | 26.3%                                        |
| 第10回 | 本選   | 1981年12月15日 | 火曜日   | 19:00 - 20:54    | 1981 FNS歌謡祭 | ◎露木茂            | 芳村真理          | 不明→不在         | 日本武道館                                                               | 29.2%                                        |
| 第11回 | 予選   | 1982年12月7日  | 火曜日   | 19:00 - 20:54    | 1982 FNS歌謡祭 | ◎露木茂            | 芳村真理          | 不明→不在         | 中野サンプラザ                                                           | 24.1%                                        |
| 第11回 | 本選   | 1982年12月21日 | 火曜日   | 19:00 - 20:54    | 1982 FNS歌謡祭 | ◎露木茂            | 芳村真理          | 不明→不在         | 日本武道館                                                               | 28.3%                                        |
| 第12回 | 予選   | 1983年12月6日  | 火曜日   | 19:00 - 20:54    | 1983 FNS歌謡祭 | ◎露木茂            | 芳村真理          | 不明→不在         | 中野サンプラザ                                                           | 20.1%                                        |
| 第12回 | 本選   | 1983年12月20日 | 火曜日   | 19:00 - 20:54    | 1983 FNS歌謡祭 | ◎露木茂            | 芳村真理          | 不明→不在         | 日本武道館                                                               | 26.6%                                        |
| 第13回 | 予選   | 1984年12月4日  | 火曜日   | 19:00 - 20:54    | 1984 FNS歌謡祭 | ◎露木茂            | 芳村真理          | 不明→不在         | 中野サンプラザ                                                           | 23.4%                                        |
| 第13回 | 本選   | 1984年12月18日 | 火曜日   | 19:00 - 20:54    | 1984 FNS歌謡祭 | ◎露木茂            | 芳村真理          | 不明→不在         | 日本武道館                                                               | 22.8%                                        |
| 第14回 | 予選   | 1985年12月3日  | 火曜日   | 19:00 - 20:54    | 1985 FNS歌謡祭 | ◎露木茂            | 芳村真理          | 不明→不在         | 中野サンプラザ                                                           | 19.1%                                        |
| 第14回 | 本選   | 1985年12月17日 | 火曜日   | 19:00 - 20:54    | 1985 FNS歌謡祭 | ◎露木茂            | 芳村真理          | 不明→不在         | 日本武道館                                                               | 21.2%                                        |
| 第15回 | 第15回 | 1986年12月16日 | 火曜日   | 19:00 - 21:54    | 1986 FNS歌謡祭 | ◎露木茂            | 芳村真理          | 不明→不在         | 日本武道館                                                               | 24.4%                                        |
| 第16回 | 第16回 | 1987年12月15日 | 火曜日   | 19:00 - 21:54    | 1987 FNS歌謡祭 | ◎露木茂 古舘伊知郎 | 不在              | 不明→不在         | 日本武道館                                                               | 24.8%                                        |
| 第17回 | 第17回 | 1988年12月6日  | 火曜日   | 19:00 - 21:54    | 1988 FNS歌謡祭 | ◎露木茂 古舘伊知郎 | 不在              | 不明→不在         | フジテレビ河田町社屋 第6特設スタジオ                                     | 不明                                         |
| 第18回 | 第18回 | 1989年12月12日 | 火曜日   | 19:00 - 21:54    | 1989 FNS歌謡祭 | ◎露木茂 古舘伊知郎 | 不在              | 不明→不在         | 日本武道館                                                               | 不明                                         |
| 第19回 | 第19回 | 1990年12月11日 | 火曜日   | 19:00 - 21:54    | 1990 FNS歌謡祭 | ◎露木茂            | 楠田枝里子        | 不明→不在         | 日本武道館                                                               | 不明                                         |
| 第20回 | 第20回 | 1991年12月10日 | 火曜日   | 19:00 - 21:54    | 1991 FNS歌謡祭 | ◎露木茂            | 楠田枝里子        | 不明→不在         | グランドプリンスホテル新高輪「飛天」                                     | 27.6%                                        |
| 第21回 | 第21回 | 1992年12月8日  | 火曜日   | 19:00 - 21:54    | 1992 FNS歌謡祭 | ◎露木茂            | 楠田枝里子        | 不明→不在         | グランドプリンスホテル新高輪「飛天」                                     | 26.4%                                        |
| 第22回 | 第22回 | 1993年12月7日  | 火曜日   | 19:00 - 21:54    | 1993 FNS歌謡祭 | ◎露木茂            | 楠田枝里子        | 不明→不在         | グランドプリンスホテル新高輪「飛天」                                     | 不明                                         |
| 第23回 | 第23回 | 1994年12月6日  | 火曜日   | 19:00 - 21:54    | 1994 FNS歌謡祭 | ◎露木茂            | 楠田枝里子        | 不明→不在         | グランドプリンスホテル新高輪「飛天」                                     | 不明                                         |
| 第24回 | 第24回 | 1995年12月5日  | 火曜日   | 19:00 - 21:54    | 1995 FNS歌謡祭 | ◎露木茂            | 楠田枝里子        | 不明→不在         | グランドプリンスホテル新高輪「飛天」                                     | 不明                                         |
| 第25回 | 第25回 | 1996年12月10日 | 火曜日   | 19:00 - 21:54    | 1996 FNS歌謡祭 | ◎川端健嗣          | 楠田枝里子        | 不明→不在         | 横浜アリーナ                                                             | 24.0%                                        |
| 第26回 | 第26回 | 1997年12月11日 | 木曜日   | 19:00 - 21:54    | 1997 FNS歌謡祭 | ◎川端健嗣          | 楠田枝里子        | 不明→不在         | 横浜アリーナ                                                             | 21.7%                                        |
| 第27回 | 第27回 | 1998年12月3日  | 木曜日   | 19:00 - 21:54    | 1998 FNS歌謡祭 | ◎川端健嗣          | 楠田枝里子        | 不明→不在         | グランドプリンスホテル新高輪「飛天」                                     | 19.7%                                        |
| 第28回 | 第28回 | 1999年12月2日  | 木曜日   | 19:00 - 22:14    | 1999 FNS歌謡祭 | ◎川端健嗣          | 楠田枝里子        | 不明→不在         | グランドプリンスホテル新高輪「飛天」                                     | 22.2%                                        |
| 第29回 | 第29回 | 2000年12月7日  | 木曜日   | 19:00 - 21:54    | 2000 FNS歌謡祭 | ◎川端健嗣          | 楠田枝里子        | 不明→不在         | グランドプリンスホテル新高輪「飛天」                                     | 22.5%                                        |
| 第30回 | 第30回 | 2001年12月6日  | 木曜日   | 19:00 - 22:03    | 2001 FNS歌謡祭 | ◎川端健嗣          | 楠田枝里子        | 不明→不在         | グランドプリンスホテル新高輪「飛天」                                     | 16.3%                                        |
| 第31回 | 第31回 | 2002年12月5日  | 木曜日   | 19:00 - 22:19    | 2002 FNS歌謡祭 | ◎川端健嗣          | 楠田枝里子        | 不明→不在         | グランドプリンスホテル新高輪「飛天」                                     | 19.0%                                        |
| 第32回 | 第32回 | 2003年12月3日  | 水曜日   | 19:00 - 23:18    | 2003 FNS歌謡祭 | ◎川端健嗣          | 楠田枝里子        | 不明→不在         | グランドプリンスホテル新高輪「飛天」                                     | 21.2%                                        |
| 第33回 | 第33回 | 2004年12月1日  | 水曜日   | 19:00 - 23:18    | 2004 FNS歌謡祭 | ◎川端健嗣          | 楠田枝里子        | 不明→不在         | グランドプリンスホテル新高輪「飛天」                                     | 21.8%                                        |
| 第34回 | 第34回 | 2005年12月7日  | 水曜日   | 19:00 - 23:18    | 2005 FNS歌謡祭 | 草彅剛             | 黒木瞳            | ◎川端健嗣         | グランドプリンスホテル新高輪「飛天」                                     | 20.1%                                        |
| 第35回 | 第35回 | 2006年12月6日  | 水曜日   | 19:00 - 23:18    | 2006 FNS歌謡祭 | 草彅剛             | 黒木瞳            | ◎川端健嗣 ◎高島彩 | グランドプリンスホテル新高輪「飛天」                                     | 21.3%                                        |
| 第36回 | 第36回 | 2007年12月5日  | 水曜日   | 19:00 - 23:18    | 2007 FNS歌謡祭 | 草彅剛             | 黒木瞳            | ◎川端健嗣 ◎高島彩 | グランドプリンスホテル新高輪「飛天」                                     | 20.7%                                        |
| 第37回 | 第37回 | 2008年12月3日  | 水曜日   | 19:00 - 23:18    | 2008 FNS歌謡祭 | 不在               | 黒木瞳            | ◎川端健嗣 ◎高島彩 | グランドプリンスホテル新高輪「飛天」                                     | 19.7%                                        |
| 第38回 | 第38回 | 2009年12月2日  | 水曜日   | 19:00 - 23:18    | 2009 FNS歌謡祭 | 草彅剛             | 黒木瞳            | ◎川端健嗣 ◎高島彩 | グランドプリンスホテル新高輪「飛天」                                     | 18.5%                                        |
| 第39回 | 第39回 | 2010年12月4日  | 土曜日   | 19:00 - 23:10    | 2010 FNS歌謡祭 | 草彅剛             | 不在              | ◎川端健嗣 ◎高島彩 | グランドプリンスホテル新高輪「飛天」                                     | 21.7%                                        |
| 第40回 | 第40回 | 2011年12月7日  | 水曜日   | 19:00 - 23:18    | 2011 FNS歌謡祭 | 草彅剛             | 高島彩            | ◎川端健嗣         | グランドプリンスホテル新高輪「飛天」                                     | 19.9%                                        |
| 第41回 | 第41回 | 2012年12月5日  | 水曜日   | 19:00 - 23:18    | 2012 FNS歌謡祭 | 草彅剛             | 高島彩            | 不在              | グランドプリンスホテル新高輪「飛天」                                     | 18.3%                                        |
| 第42回 | 第42回 | 2013年12月4日  | 水曜日   | 19:00 - 23:18    | 2013 FNS歌謡祭 | 草彅剛             | 滝川クリステル    | 不在              | グランドプリンスホテル新高輪「飛天」                                     | 18.8%                                        |
| 第43回 | 第43回 | 2014年12月3日  | 水曜日   | 19:00 - 23:42    | 2014 FNS歌謡祭 | 草彅剛             | 高島彩 ◎加藤綾子  | 不在              | グランドプリンスホテル新高輪「飛天」 フジテレビ本社V5スタジオ（2元中継） | 15.4%                                        |
| 第44回 | 第1夜  | 2015年12月2日  | 水曜日   | 19:00 - 23:18    | 2015 FNS歌謡祭 | 渡部建             | 森高千里          | ◎軽部真一         | グランドプリンスホテル新高輪「飛天」                                     | 16.1%                                        |
| 第44回 | 第2夜  | 2015年12月16日 | 水曜日   | 19:00 - 21:54    | 2015 FNS歌謡祭 | 渡部建             | 森高千里          | ◎軽部真一         | フジテレビ特設スタジオ ヴィーナスフォート教会広場（2元中継）             | 13.5%                                        |
| 第45回 | 第1夜  | 2016年12月7日  | 水曜日   | 19:00 - 23:18    | 2016 FNS歌謡祭 | 渡部建             | 森高千里          | 加藤綾子          | グランドプリンスホテル新高輪「飛天」                                     | 12.6%                                        |
| 第45回 | 第2夜  | 2016年12月14日 | 水曜日   | 19:00 - 23:18    | 2016 FNS歌謡祭 | 渡部建             | 森高千里          | 加藤綾子          | フジテレビ特設スタジオ                                                   | 11.6%                                        |
| 第46回 | 第1夜  | 2017年12月6日  | 水曜日   | 19:00 - 23:28    | 2017 FNS歌謡祭 | 渡部建             | 森高千里 加藤綾子 | 不在              | グランドプリンスホテル新高輪「飛天」                                     | 13.6%                                        |
| 第46回 | 第2夜  | 2017年12月13日 | 水曜日   | 19:00 - 23:28    | 2017 FNS歌謡祭 | 渡部建             | 森高千里 加藤綾子 | 不在              | フジテレビ特設スタジオ                                                   | 11.1%                                        |
| 第47回 | 第1夜  | 2018年12月5日  | 水曜日   | 19:00 - 23:28    | 2018 FNS歌謡祭 | 渡部建             | 森高千里 加藤綾子 | 不在              | グランドプリンスホテル新高輪「飛天」                                     | 14.2%                                        |
| 第47回 | 第2夜  | 2018年12月12日 | 水曜日   | 19:00 - 23:28    | 2018 FNS歌謡祭 | 渡部建             | 森高千里 加藤綾子 | 不在              | フジテレビ特設スタジオ                                                   | 11.8%                                        |
| 第48回 | 第1夜  | 2019年12月4日  | 水曜日   | 18:30 - 23:28    | 2019 FNS歌謡祭 | 相葉雅紀           | ◎永島優美         | 不在              | グランドプリンスホテル新高輪「飛天」                                     | 09.6%（第1部） 14.1%（第2部） 10.3%（第3部） |
| 第48回 | 第2夜  | 2019年12月11日 | 水曜日   | 19:00 - 23:28    | 2019 FNS歌謡祭 | 相葉雅紀           | ◎永島優美         | 不在              | フジテレビ特設スタジオ                                                   | 10.8%（第1部） 08.4%（第2部）                |
| 第49回 | 第1夜  | 2020年12月2日  | 水曜日   | 18:30 - 23:28    | 2020 FNS歌謡祭 | 相葉雅紀           | ◎永島優美         | 不在              | フジテレビ特設スタジオ                                                   | 09.2%（第1部） 14.1%（第2部） 10.3%（第3部） |
| 第49回 | 第2夜  | 2020年12月9日  | 水曜日   | 18:30 - 22:48    | 2020 FNS歌謡祭 | 相葉雅紀           | ◎永島優美         | 不在              | フジテレビ特設スタジオ                                                   | 8.5%（第1部） 11.0%（第2部）                 |
| 第50回 | 第1夜  | 2021年12月1日  | 水曜日   | 18:30 - 23:28    | 2021 FNS歌謡祭 | 相葉雅紀           | ◎永島優美         | 不在              | フジテレビ特設スタジオ                                                   | 07.5%（第1部） 10.9%（第2部） 07.4%（第3部） |
| 第50回 | 第2夜  | 2021年12月8日  | 水曜日   | 18:30 - 23:03    | 2021 FNS歌謡祭 | 相葉雅紀           | ◎永島優美         | 不在              | フジテレビ特設スタジオ                                                   | 06.5%（第1部） 09.0%（第2部）                |
| 第51回 | 第1夜  | 2022年12月7日  | 水曜日   | 18:30 - 23:28    | 2022 FNS歌謡祭 | 相葉雅紀           | ◎永島優美         | 不在              | グランドプリンスホテル新高輪「飛天」                                     | 06.6%（第1部） 11.9%（第2部） 08.9%（第3部） |
| 第51回 | 第2夜  | 2022年12月14日 | 水曜日   | 18:30 - 23:03    | 2022 FNS歌謡祭 | 相葉雅紀           | ◎永島優美         | 不在              | フジテレビ特設スタジオ                                                   | 6.1%（第1部） 10.0%（第2部）                 |
| 第52回 | 第1夜  | 2023年12月6日  | 水曜日   | 18:30 - 23:28    | 2023 FNS歌謡祭 | 相葉雅紀           | ◎井上清華         | 不在              | フジテレビ特設スタジオ                                                   | 06.0%（第1部） 09.8%（第2部） 06.2%（第3部） |
| 第52回 | 第2夜  | 2023年12月13日 | 水曜日   | 18:30 - 23:03    | 2023 FNS歌謡祭 | 相葉雅紀           | ◎井上清華         | 不在              | フジテレビ特設スタジオ                                                   | 05.4%（第1部） 08.4%（第2部）                |
| 第53回 | 第1夜  | 2024年12月4日  | 水曜日   | 18:30 - 23:28    | 2024 FNS歌謡祭 | 相葉雅紀           | ◎井上清華         | 不在              | フジテレビ特設スタジオ                                                   | 06.6%（第1部） 09.9%（第2部） 06.5%（第3部） |
| 第53回 | 第2夜  | 2024年12月11日 | 水曜日   | 18:30 - 21:54    | 2024 FNS歌謡祭 | 相葉雅紀           | ◎井上清華         | 不在              | フジテレビ特設スタジオ                                                   | 05.2%（第1部） 07.7%（第2部）                |

### 視聴率
以下、断りのない限りはビデオリサーチ調べ、関東地区・世帯・リアルタイム。
- 当番組最高の平均視聴率は第6回（1977年）の本選の36.0%。最低は第53回（2024年）第2夜（第1部）の5.2%。
- 視聴率は1996年から2015年の第1夜までは15%以上を維持しており、2003年から2007年にかけては、5年連続で20%超えを記録した。民放各局の年末音楽特番では、近年まではほぼ毎年視聴率1位を獲得していた。

#### 関西地区
関西地区では関東よりも視聴率が高い傾向がある。以下、2002年からの視聴率データ。ビデオリサーチ調べ、関西地区。
| 放送回 | 放送回 | 放送日         | 視聴率 |
| ------ | ------ | -------------- | ------ |
| 第31回 | 第31回 | 2002年12月5日  | 23.2%  |
| 第32回 | 第32回 | 2003年12月3日  | 24.4%  |
| 第33回 | 第33回 | 2004年12月1日  | 23.0%  |
| 第34回 | 第34回 | 2005年12月7日  | 不明   |
| 第35回 | 第35回 | 2006年12月6日  | 24.5%  |
| 第36回 | 第36回 | 2007年12月5日  | 24.3%  |
| 第37回 | 第37回 | 2008年12月3日  | 25.8%  |
| 第38回 | 第38回 | 2009年12月2日  | 25.5%  |
| 第39回 | 第39回 | 2010年12月4日  | 23.1%  |
| 第40回 | 第40回 | 2011年12月7日  | 22.7%  |
| 第41回 | 第41回 | 2012年12月5日  | 21.7%  |
| 第42回 | 第42回 | 2013年12月4日  | 21.9%  |
| 第43回 | 第43回 | 2014年12月3日  | 18.2%  |
| 第44回 | 第1夜  | 2015年12月2日  | 17.0%  |
| 第44回 | 第2夜  | 2015年12月16日 | 14.6%  |
| 第45回 | 第1夜  | 2016年12月7日  | 14.5%  |
| 第45回 | 第2夜  | 2016年12月14日 | 14.9%  |
| 第46回 | 第1夜  | 2017年12月6日  | 14.9%  |
| 第46回 | 第2夜  | 2017年12月13日 | 14.7%  |
| 第47回 | 第1夜  | 2018年12月5日  | 15.6%  |
| 第47回 | 第2夜  | 2018年12月12日 | 14.8%  |
| 第48回 | 第1夜  | 2019年12月4日  | 15.4%  |
| 第48回 | 第2夜  | 2019年12月11日 | 不明   |
| 第49回 | 第1夜  | 2020年12月2日  | 15.9%  |
| 第49回 | 第2夜  | 2020年12月9日  | 13.4%  |
| 第50回 | 第1夜  | 2021年12月1日  | 不明   |
| 第50回 | 第2夜  | 2021年12月8日  | 不明   |
| 第51回 | 第1夜  | 2022年12月7日  | 14.5%  |
| 第51回 | 第2夜  | 2022年12月14日 | 11.8%  |
| 第52回 | 第1夜  | 2023年12月6日  | 不明   |
| 第52回 | 第2夜  | 2023年12月13日 | 不明   |

### 受賞
- 2008年1月23日に「フジテレビ社長賞」を受賞。音楽番組で初の社長賞受賞となった[1]。

### 特別編
- FNS歌謡祭 うたの夏まつり2011（2011年8月6日、土曜日 19:00 - 23:10、総合司会：草彅剛・高島彩、視聴率：17.8%〈ビデオリサーチ調べ、関東地区・世帯・リアルタイム〉）

## 演奏
- 1974年 - 1975年、1977年 - 1984年：ダン池田とニューブリード（指揮：ダン池田）
- 1976年：小野満とスイングビーバーズ（指揮：小野満）
- 1985年：ザ・ニューブリードスペシャル（指揮：三原綱木）
- 1986年 - 1988年：THE HIT SOUND SPECIAL（指揮：新井英治）
- 1989年：THE HIT SOUND SPECIAL（指揮：三原綱木）
- 2004年 - ：武部聡志音楽団

※1990年よりオーケストラ制度が廃止されたが徐々に生演奏の良さが見直され、2002年頃より小規模ながら復活した。しかし1989年までのオーケストラの編成の形はとられず、バイオリンのみというのが多い。指揮者も設置されず。2004年以降紹介された楽曲のうち半数がハウスバンドによる生演奏となる。

### 武部聡志音楽団
武部聡志を中心としたバックバンド。以下は2013年以降の出演メンバーである。
- 音楽監督・ピアノ：武部聡志
- ギター：鳥山雄司・遠山哲朗・佐藤大剛(不定期出演)
- キーボード：清水俊也
- ドラムス：村石雅行・鶴谷智生(2013 FNS歌謡祭のみ)・河村吉宏(2013 FNS歌謡祭のみ)・河村“カースケ”智康(2015年まで不定期出演)
- ベース：浜崎賢太・川崎哲平(2013年まで)
- パーカッション(2016年まで廃止)：朝倉真司(2016年まで)
- コーラス：今井マサキ、加藤いづみ、亜美
- ストリングス：今野均ストリングス
- ホーンズ：竹上良成ホーンズ

## 番組テーマソング
- 本番組のテーマソングとして、「花咲く歌声」（JASRACで登録されている正式な曲名、作詞：保富康午、作曲：広瀬健次郎）がある。コンテスト時代の番組中では、副題「音楽大賞讃歌」とともに、テロップで紹介されていた。
- このテーマソングは、コンテスト時代の第1回（1974年）から第19回（1990年）までのオープニング及びエンディングにおいて、東京混声合唱団によるコーラスで歌われていた。また、1980年代のオープニングでは歌詞テロップも表示されていた。
- コンサート形式に変更された1991年以降は歌われなくなり、インストルメンタルのみとなっている。それまでもインストルメンタル版は提供クレジットのBGMとして使われていたがコーラスだったメロディ部分をエレキギターの演奏に差し替えている。また、曲名のテロップも表示されなくなった。これは歌詞の一部に「歌に賞を贈ろう」という趣旨のものが含まれており、コンサート形式には合わないことによる（この楽曲の歌詞についてはノートの項目を参照）。第1回から50年近く使われていたが、2020年は番組本編において一切使われなくなった（事前に放送された番宣CMでは使用）ものの、2021年は2019年以前までと同様、随所で使用された。
- CM前後のジングルは、コンテスト時代の1980年代以降2000年まで長らく同じものが使用されており、CM前ジングルは、一時期この番組の5秒CMにも使用されていた。
- コンテスト時代の1980年代にはオープニングで「花咲く歌声」を演奏する前（19時の時報直後）に1分ほどのパイプオルガンをベースとしたオーバーチュアとトロフィーやFNSのネットワークシンボルが登場するCGタイトルが流されていた。オーバーチュアはコンサート形式に移行した後も数年間、約40秒に短縮して編曲・再録音されたアレンジバージョンをオープニングタイトルのBGMとして使っていた。
- 2001年、「花咲く歌声」の演奏楽器がオーケストラからシンセサイザーに変更された。

## エピソード・その他
- 1975年、第3回（本選）の生放送開始直前、超満員の観客が見守る中でナイフを持った34歳（当時）の男がステージに向かい、司会の吉永小百合を襲うというハプニングが起きた。会場は一時騒然となったが、男はその場で取り押さえられ、吉永にも怪我はなかった。
- 1985年、中森明菜がグランプリを受賞した際はトロフィーと花束で両手が塞がりマイクが持てなくなる一幕があった。中森はそのことを口にせず周囲は対応を取ろうとしなかったが、候補者として同じステージにいたアン・ルイス、岩崎良美が中森から花束を受け取ってさりげなくフォローしたため、スムーズに歌唱へと移った。
- 美空ひばりは芸能生活30周年を迎えた1976年に特別賞を受賞し、1度だけ出演したことがあり、「雑草の歌」を歌唱した。1989年、ひばりの死去に伴って特別賞が授与された（死後追贈）。
- 韓国勢を除く日本国外からジャッキー・チェン（1984年）、ケニー・ロギンス（1984年）、フィンツィ・コンティーニー（1986年）、a-ha（1987年）、マライア・キャリー（1994年。ニューヨークからの衛星中継[3]）、スティング（2001年）、デスティニーズ・チャイルド（2004年）、ダニエル・パウター（2006年）、シェネル（2012年）などが出演している。
- コンサート形式に変更されてからの数年間は、「ベストヒットセレクション」として1990年代のみの形式変更後の曲しか放送されていなかった。その後「秘蔵VTR感動の名曲集」（第1回からの名場面ピックアップ映像集）は、2002年に初めて放送された。
- 2001年は「2001 FNS歌謡祭・放送10周年記念」と題して行ったが、これはコンテスト時代の年数を勘定に含まない形で「10周年」としていたためであった。2004年は第1回（1974年）から通算した年数により「30周年記念・2004FNS歌謡祭」と題して行った。なおコンテスト形式時代には、1984年7月19日に『FNS歌謡祭10周年記念特別企画 栄光のビッグスター 想い出のシーン 涙の感動編』が『木曜おもしろバラエティ』で放送された事があった[4]。
- 2005年（第34回）では男性司会者の草彅剛がSMAPとしても出演しトップバッターと大トリで歌唱し、女性司会者の黒木瞳も歌手としても出演（芸能生活25周年記念）し、「すみれの花咲く頃」、「運命〜ぐうぜん〜」の2曲を歌唱したため、司会が双方とも歌手としても出演する初の形となった。以降、草彅が司会の常連になる（2014年まで。2008年を除く）と同時にSMAPがトップバッター（2014年まで。2011年を除く）と大トリで歌唱するのが恒例となっていた。2007年には黒木と彼女がかつて在籍していた宝塚歌劇団のメンバーで『すみれの花咲く頃』を歌唱した。
- 2008年の放送（第37回）では、番組開始35周年と開局50周年を記念して「フジテレビ音楽番組50年秘蔵映像」を放送。過去の本番組からはもちろんのこと、『夜のヒットスタジオ』、『ミュージックフェア』、『HEY!HEY!HEY! MUSIC CHAMP』、『僕らの音楽』、『ヒットパレード90's』、『G-STAGE』、『SOUND ARENA』『日本歌謡大賞』などの歴代フジテレビ系列音楽番組からの秘蔵映像が紹介された。また『情報プレゼンター とくダネ!』（当時、木曜日に「朝のヒットスタジオ」という歌のコーナーを放送）司会の小倉智昭・菊川怜が会場出演。以後小倉の出演が恒例化していた（小倉は翌朝の『とくダネ!』で後日談を語るのも恒例）。『とくダネ！』の終了に伴い、小倉・菊川の出演も終了した。
- 2020年の放送（第49回）では、第1夜でトリを務める予定だったNEWSに加え、第2夜に出演予定だったAKB48も別の仕事での共演者が新型コロナウイルスに感染した関係で出演を見合わせ、代わりに過去の出演シーンの名場面集が急遽放送された。
- ラブライブ!シリーズの声優ユニットのうち、AqoursとLiella!は出演したことはあるが、フジテレビがあるお台場を舞台とした虹ヶ咲学園スクールアイドル同好会は出演したことがない。
- 客席にフジテレビの若手女性アナウンサーが映ることがしばしばあるが、これは港浩一（現・同局社長）曰く「見切れてもいいAD」なのだそうで、彼女達は出演者誘導などの裏方仕事に従事している。
- 2011年の放送（第40回）からは番組の放送中にインターネットの連動で、番組公式のTwitterで出番前や出番後のアーティストや番組の裏側を紹介するツイートが投稿されている。以降、毎年行われている。
- TVerにて2022年春から開始したフジテレビ系リアルタイム配信では放送楽曲の権利関係等の事情で番組の同時配信はされず、2022年は代替として同年9月の『FNSラフ&ミュージック2022〜歌と笑いの祭典〜』放送時にも行われた、カンニング竹山と渡邊渚アナウンサー（放送当時）の司会による「"うら"生配信」と題した独自番組の第2弾が生配信された。同配信では第1夜はグランドプリンスホテル新高輪の別室から、第2夜はFCGビル内にある社員食堂「ラポルト」をスタジオ代わりに使用し、本番に出演した芸人やアーティストを迎えてトークが行われた。番組の進行は地上波に合わせているため、地上波がCM中は配信も中断されてフィラーとしてテロップ代わりの手書きイラストを作成しているスタッフの様子をバックに環境音が流されている。
- なお、2023年のFNS歌謡祭では初のTVerリアルタイム配信での配信及び見逃し配信が行われた。

### 他番組でのパロディ
- 2005年4月6日放送の『ワンナイR&Rスペシャル』で松浦ゴリエプロデュースによる「FNS志賀歌謡祭」という企画を放送していた。アシスタントプロデューサーの志賀直哉に対して離婚経験芸能人が判定する『行列ができる離婚相談所』や生放送部分もあった（この企画はFNS歌謡祭責任者の港浩一の許可が下り、実現した）。
- 2011年7月24日放送の『FNS27時間テレビ めちゃ2デジッてるッ! 笑顔になれなきゃテレビじゃないじゃ〜ん!!』では、本番組のメインステージに似せたセットを使用し「FNS歌へた祭」というパロディコーナーが行われた。
- 2012年12月5日と2013年6月19日には、『森田一義アワー 笑っていいとも!』において、タカ（タカアンドトシ）と当日担当のテレフォンアナウンサー（2012年12月は本田朋子、2013年6月は生田竜聖（いずれも放送当時のフジテレビアナウンサー））のMCで「（年号）FNSタ歌謡祭」という企画が行われた。2012年12月放送回は「2012FNS歌謡祭」放送当日に行われ1980 - 1990年代前半にヒットした曲を歌手が生歌唱する内容。2013年6月放送回は当日の「テレフォンショッキング」ゲストの田原俊彦が代表曲を歌唱する内容だった。なおCM前後のジングルなどのは本家のものがそのまま使用された。
- 2015年7月26日放送の『FNS27時間テレビ めちゃ2ピンチってるッ! 1億2500万人の本気になれなきゃテレビじゃないじゃ〜ん!!』では、本番組のメインステージに似せたセットを使用し「FNSドリームカバー歌謡祭」というパロディコーナーが行われた。
- 日曜19時枠（旧:木曜21時枠）でレギュラー放送されているお笑い番組『千鳥のクセスゴ!』（旧:『千鳥のクセがスゴいネタGP』）ではお笑い芸人のクセがスゴい歌ネタだけを集めた「クセスゴ歌謡祭」というコーナーがあり、コーナーのタイトルやロゴが本番組に酷似している。また、2021年8月28日放送の『FNSラフ&ミュージック〜歌と笑いの祭典〜』で行われた時も同様だった。
- 2023年7月23日放送の『FNS27時間TV 鬼笑い祭』では、『千鳥の鬼レンチャン』とコラボして、かつ本番組の総合演出を務める浜崎綾が演出を担当する「FNS鬼レンチャン歌謡祭」というパロディコーナーが行われた。この反響を受け、2024年5月29日にこの企画が独立、単独特番として第2弾が3時間越えで生放送された。

### 緊急特番
- 2011年3月27日には「東北地方太平洋沖地震（東日本大震災）復興支援」を目的とした本番組の特別編『FNS音楽特別番組 上を向いて歩こう 〜うたでひとつになろう日本〜』が19:00 - 21:54（JST）に放送し、司会は草彅剛と高島彩が担当した。また、同番組はAMラジオ局ニッポン放送・茨城放送で同時生放送、東北放送・IBC岩手放送・ラジオ福島で翌日未明（同日深夜）に録音放送された。そして8月6日（テレビ大分は8月14日）には同年2度目の本番組特別編『FNS歌謡祭 うたの夏まつり2011』を放送した。それ以降も『FNSうたの夏まつり』のタイトルで毎年7月下旬から8月上旬のプライムタイムで放送が行われている（前述の通り2016年からは春に『FNSうたの夏まつり』の春版として、新たに『FNSうたの春まつり』も放送されるようになる）。
- 2020年3月21日には新型コロナウイルスの感染拡大により『2020年世界フィギュアスケート選手権』の開催が延期[注 41] になったことにともない、空いた放送枠のうちの1日分を利用して本番組の特別編『緊急生放送! FNS音楽特別番組 春は必ず来る』が19:00 - 22:00（JST）[注 42] に放送し、司会は榎並大二郎と永島優美（どちらもフジテレビアナウンサー）が担当した[5]。

## ネット局
| 放送対象地域          | 放送局                     | 系列                                         | 備考 |
| --------------------- | -------------------------- | -------------------------------------------- | --- |
| 関東広域圏            | フジテレビ （CX）          | フジテレビ系列                               | 制作局 |
| 北海道                | 北海道文化放送 （UHB）     | フジテレビ系列                               | |
| 岩手県                | 岩手めんこいテレビ （mit） | フジテレビ系列                               | 1991年度から |
| 宮城県                | 仙台放送 （OX）            | フジテレビ系列                               | |
| 秋田県                | 秋田テレビ （AKT）         | フジテレビ系列                               | 1981年度から1986年度まではテレビ朝日系列とのクロスネット局                                                                                           |
| 山形県                | さくらんぼテレビ （SAY）   | フジテレビ系列                               | 1997年度から |
| 福島県                | 福島テレビ （FTV）         | フジテレビ系列                               | 1982年度まではTBS系列とのクロスネット局 |
| 新潟県                | NST新潟総合テレビ （NST）  | フジテレビ系列                               | 1980年度までは日本テレビ系列・テレビ朝日系列とのクロスネット局 1982年度まではテレビ朝日系列とのクロスネット局 2018年度までは（旧商号）新潟総合テレビ |
| 長野県                | 長野放送 （NBS）           | フジテレビ系列                               | |
| 静岡県                | テレビ静岡 （SUT）         | フジテレビ系列                               | |
| 富山県                | 富山テレビ （BBT）         | フジテレビ系列                               | |
| 石川県                | 石川テレビ （ITC）         | フジテレビ系列                               | |
| 福井県                | 福井テレビ （FTB）         | フジテレビ系列                               | |
| 中京広域圏            | 東海テレビ （THK）         | フジテレビ系列                               | |
| 近畿広域圏            | 関西テレビ （KTV）         | フジテレビ系列                               | |
| 島根県 鳥取県         | さんいん中央テレビ （TSK） | フジテレビ系列                               | |
| 岡山県 →岡山県 香川県 | 岡山放送 （OHK）           | フジテレビ系列                               | 1978年度までの放送免許エリアは岡山県のみ 1979年度から電波相互乗り入れに伴い香川県でも放送                                                            |
| 広島県                | テレビ新広島 （TSS）       | フジテレビ系列                               | 1975年度下期から |
| 愛媛県                | テレビ愛媛 （EBC）         | フジテレビ系列                               | 2003年度までの社名は（旧商号）愛媛放送 |
| 高知県                | 高知さんさんテレビ （KSS） | フジテレビ系列                               | 1997年度から |
| 福岡県                | テレビ西日本 （TNC）       | フジテレビ系列                               | |
| 佐賀県                | サガテレビ （STS）         | フジテレビ系列                               | |
| 長崎県                | テレビ長崎 （KTN）         | フジテレビ系列                               | 1989年度までは日本テレビ系列とのクロスネット局 |
| 熊本県                | テレビ熊本 （TKU）         | フジテレビ系列                               | 1981年度までは日本テレビ系列・テレビ朝日系列とのクロスネット局 1988年度まではテレビ朝日系列とのクロスネット局                                        |
| 鹿児島県              | 鹿児島テレビ （KTS）       | フジテレビ系列                               | 1981年度まではテレビ朝日系列・日本テレビとのクロスネット局 1993年度までは日本テレビ系列とのクロスネット局                                            |
| 沖縄県                | 沖縄テレビ （OTV）         | フジテレビ系列                               | |
| 大分県                | テレビ大分 （TOS）         | 日本テレビ系列 フジテレビ系列                | 1992年度まではテレビ朝日系列・日本テレビ系列とのクロスネット局                                                                                       |
| 宮崎県                | テレビ宮崎 （UMK）         | フジテレビ系列 日本テレビ系列 テレビ朝日系列 | |

### 過去のネット局
系列は放送終了時点のもの。
| 放送対象地域 | 放送局             | 系列                          | 備考 |
| ------------ | ------------------ | ----------------------------- | --- |
| 山形県       | 山形テレビ （YTS） | フジテレビ系列                | 1992年度まで 1975年度から1979年度まではテレビ朝日系列とのクロスネット局 1993年4月のテレビ朝日系列のフルネット局へのネットチェンジに伴い打ち切り |
| 広島県       | 広島テレビ （HTV） | 日本テレビ系列 フジテレビ系列 | 1974年度と1975年度上期のみ 1975年度下期からテレビ新広島へ移行                                                                                   |
| 山口県       | テレビ山口 （tys） | TBS系列 フジテレビ系列        | 1986年度まで 1977年度まではテレビ朝日系列・TBS系列とのクロスネット局 1987年9月のFNS脱退に伴い打ち切り                                           |

### ネット局に関する備考
- 系列局でも、テレビ大分ではクロスネットの都合で、水曜日放送になってからは日時を差し替えている。新潟総合テレビでは、テレビ新潟開局まで『NST土曜スペシャル』内で放送されたことがある。
- 過去のネット局のうち、テレビ山口は、1987年9月30日限りでフジテレビ系列から脱退（TBS系列のニュース・番組の関係でクロスネット局であったTBS系列にフルネット完全移行）したため、遡っての1986年度限りでの放送終了を余儀なくされた。広島テレビ（日本テレビ系列）では、テレビ新広島開局まで放送されていたが、木曜に放送の第1回から3回までの本選は、21:00からの日本テレビ番組の関係で20:55まで同時ネット・20:55以降の内容を同日深夜の『11PM』放送後に録画時差ネットとなる場合があった。山形県では当初から1992年までは山形テレビで放送されたが、1993年4月のテレビ朝日系列へのネットチェンジの影響でしばらく放送されなかった[注 43] が、1997年4月にさくらんぼテレビが開局したため、4年ぶりに山形県での放送が復活した。

## スタッフ
2024年 第1夜
- 構成：山内浩嗣
- 作家：菅原祐也
- 音楽監督：武部聡志
- エグゼクティブプロデューサー：石田弘
- 進行プロデューサー：相場優衣子、渡辺由貴
- プロデューサー：中村峰子、太田秀司、島田和正、土田芳美、宇賀神裕子、後藤夏美、加藤万貴、福井倫子
- 球体演出：川上惇
- 総合演出・プロデューサー：浜崎綾
- 制作：竹内誠
- 制作著作：フジテレビ

2024年 第2夜
- 構成：山内浩嗣
- 作家：竹内浩平
- 音楽：武部聡志
- エグゼクティブプロデューサー：石田弘
- 進行プロデューサー：相場優衣子、渡辺由貴
- プロデューサー：中村峰子、太田秀司、土田芳美、宇賀神裕子、後藤夏美、加藤万貴、福井倫子、川上惇
- 球体演出：花輪研斗
- 総合演出：島田和正
- チーフプロデューサー：浜崎綾
- 制作：竹内誠
- 制作著作：フジテレビ

過去のスタッフ
- 監修：塚田茂
- 構成：塚田茂、玉井貴代志、野中浩之、大野ケイスケ、小林久枝、川嶋結衣 / スタッフ東京
- 音楽：広瀬健次郎
- 美術デザイナー：妹尾河童、根本研二、馬場文衛
- プロデューサー：藤森吉之（1977年）、疋田拓、森正行、大前一彦（以前は演出）、清水宏泰、冨田哲朗（以前はディレクター）、石川綾一、黒木彰一、若林美樹、河本晃典、湯瀬恵理子、萬匠祐基、岩田恵、早川和希
- 演出・プロデューサー：疋田拓、渡邉光男
- 演出：高田明侑・浜口哲夫（1977年）、井上信悟、新井義春、熊田共一、木村忠寛、前川尚史、平野昌一、深瀬雄介
- ゼネラルプロデューサー：中嶋優一
- チーフプロデューサー：大島正俊（1977年）、きくち伸（以前はプロデューサー）
- 制作統括：港浩一
- 制作：井上信悟（以前は演出 → プロデューサー）、水口昌彦（以前はプロデューサー）、金田耕司、夏野亮、板谷栄司（以前は総合演出 → 演出・プロデュース → チーフプロデューサー）、佐々木将、太田一平、三浦淳